# Morne Degas
De Morne Degas is een berg van 919 meter hoogte in Haïti. Hij maakt deel uit van een van de kleinere, naamloze bergketens in het noordwesten van het land, die van het Massif du Nord gescheiden worden door het dal de Trois Rivières. De berg staat in de buurt van de plaats Terre-Neuve in het departement Artibonite.